# 埃爾帕爾馬

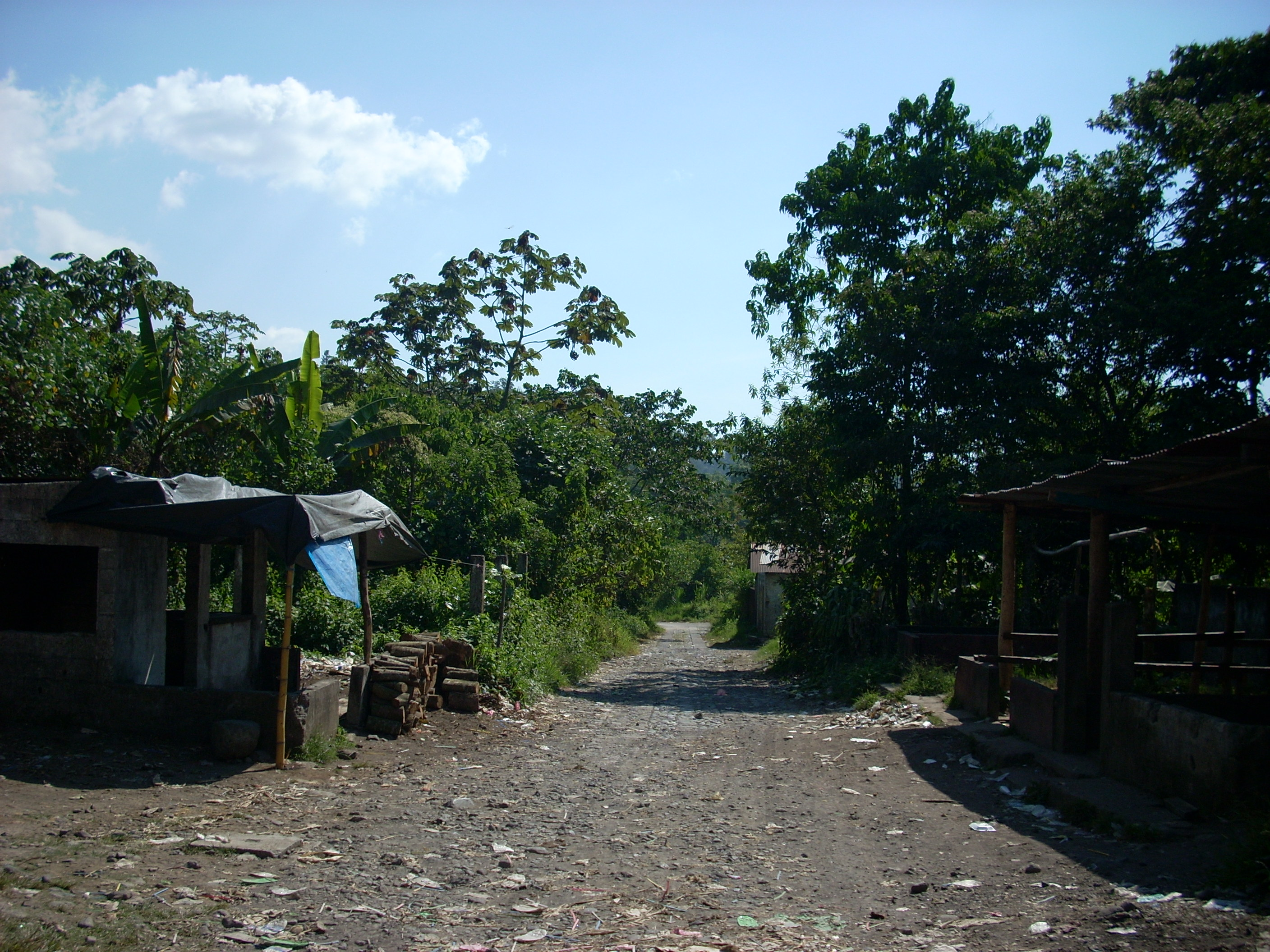

埃爾帕爾馬是危地馬拉的城鎮，由克薩爾特南戈省負責管轄，位於該國西南部，面積149平方公里，海拔高度701米，主要經濟活動是農業，2002年人口22,917。
14°39′00″N 91°35′00″W / 14.65°N 91.5833°W